# The Inner Light
Singles de The Beatles
Hello Goodbye/I Am the Walrus (24/11/1967) Hey Jude/Revolution (30/08/1968)
Pistes de Past Masters
Lady Madonna Hey Jude
The Inner Light est une chanson des Beatles écrite par George Harrison et parue en 1968. Il s'agit d'une des trois chansons aux tonalités indiennes du groupe, celle-ci composée en adaptant en musique un extrait du Dao de jing.
Sa piste instrumentale a été enregistrée par des musiciens indiens à Bombay en janvier 1968 alors que Harrison travaillait à la bande originale du film Wonderwall. Les parties de chant ont été rajoutées par les Beatles en studio le mois suivant.
Paru début mars en face B du single Lady Madonna, il s'agit de la première composition de Harrison publiée sur 45 tours. Elle a par la suite été intégrée à la compilation Past Masters et un court extrait est entendu sur l'album de remixes Love. Jeff Lynne l'a également interprétée sur scène au cours du Concert for George.

## Histoire

### Composition
Les premiers contacts de George Harrison avec la culture indienne remontent à 1965, lors du tournage de Help!, qui mettait en scène une secte indienne à la poursuite des Beatles. John Lennon explique ainsi que « Toute l'approche indienne est née du film Help! » tandis que Harrison déclare : « Je suppose que c'est là que ça a commencé pour moi ». Dans les deux années qui suivent, il apprend à jouer du sitar auprès de Ravi Shankar et compose deux chansons inspirées par cette culture ; Love You To sur Revolver, et Within You Without You sur Sgt. Pepper's Lonely Hearts Club Band,.
Fin 1967, dans la foulée du tournage de Magical Mystery Tour, les Beatles préparent les singles qui doivent être publiés au début de 1968 et les chansons destinés à la bande originale de Yellow Submarine.
Le 29 septembre 1967, Lennon et Harrison sont invités dans une émission de télévision britannique satirique animée par David Frost, The Frost Report. Au cœur du public se trouve un professeur de l'Université de Cambridge, Juan Mascaró. Ce dernier note son intérêt pour la culture orientale, et lui fait parvenir dans les temps qui suivent, un exemplaire de son ouvrage de traductions de textes philosophiques. Il lui suggère d'adapter en chanson un des textes, extraits du Dao de jing. Ce texte, un poème de Lao Tzeu, évoque la « Lumière intérieure ». Harrison n'a besoin de l'adapter que légèrement pour composer The Inner Light.

### Enregistrement
Début janvier 1968, George Harrison part à Bombay pour composer la bande originale du film Wonderwall (qui donnera lieu à l'album Wonderwall Music, son premier travail en solo). Il a en effet décidé de donner à sa piste musicale une coloration indienne, comme il l'explique par la suite : « [Le réalisateur] m'a dit que quoi que je lui donne, il l'utiliserait. Ça paraissait très simple et je me suis dit « je vais leur faire une anthologie de la musique indienne, ça va peut-être initier quelques hippies. » ».
Harrison se retrouve ainsi avec cinq jours d'enregistrements, du 7 au 13 janvier, et toute une équipe de musiciens à sa disposition dans les studios EMI de Bombay. Le 12, la plupart des prises pour Wonderwall ont déjà été réalisées. Le guitariste choisit donc de faire préparer à ses musiciens des pistes instrumentales pour de futurs morceaux avec les Beatles, ce qui évitera de faire appel à des musiciens indiens à Londres. Si plusieurs sont réalisés, seul un accompagnement est finalement utilisé : celui de The Inner Light pour lequel cinq prises sont réalisées ce jour-là.
Lorsque les Beatles se retrouvent aux studios EMI de Londres, le travail est tout d'abord concentré sur Lady Madonna de Paul McCartney et Across The Universe de John Lennon. Le tour de la chanson de Harrison vient le 6 février. Alors que Ringo Starr participe à une émission de télévision, les trois autres membres du groupe se retrouvent pour enregistrer les parties vocales de la chanson, qui est rapidement éditée en mono. Le 8, Lennon et McCartney réenregistrent leur chant, et la chanson est définitivement mixée.

### Parution et reprises
The Inner Light paraît au Royaume-Uni le 15 mars 1968 en face B du single Lady Madonna. La sortie américaine suit trois jours plus tard. La face A atteint la première place des charts britanniques et la quatrième aux États-Unis. La face B parvient à la 98e place des charts américains, où les deux faces sont notées séparément. C'est la première fois qu'une composition de Harrison figure sur un single.
Deux ans plus tard, du fait que la mode indienne est un peu passée, la chanson est omise de la compilation de singles intitulée Hey Jude. Elle est tout de même mixée en stéréo le 27 janvier 1970 mais cette version ne sera publiée qu'en 1981 dans un disque bonus à l'achat du boîtier contenant tous les E.P. du groupe. La version mono est incluse sur les versions britannique et américaine du disque Rarities en 1979 et 1980. Elle prend finalement sa place sur les deuxièmes disques des Past Masters et Mono Masters qui compilent toutes les chansons qui n’apparaissent pas sur leurs 33 tours britanniques. En 2006, un court extrait figure sur l'album Love, dans une version remixée et mélangée à une autre composition de Harrison, Here Comes the Sun. On retrouve une version instrumentale alternative sur la réédition du disque Wonderwall Music en septembre 2014 et en novembre 2018, sur la version Super Deluxe du cinquantenaire de l'« Album blanc » on peut entendre la prise six de l'accompagnement instrumental.
En raison de sa forme difficile, le titre a été peu repris (Phil Angotti, Danny Schneider, Inaki Fernandez et Joachin Pardinilla...), parfois de façon purement instrumentale (Cyndee Lee Rule). La version la plus notable a été faite en 2002, lors du Concert for George, en hommage à Harrison, décédé un an plus tôt. Soutenu par Anoushka Shankar et plusieurs instrumentistes indiens, Jeff Lynne, ami du guitariste et membre de l'Electric Light Orchestra l'a interprétée, assisté du fils de Harrison, Dhani.
En 2020, et alors qu'une grande partie du monde est confinée en raison de la pandémie de Covid-19, la fondation Material World de George Harrison lance le défi The Inner Light, invitant les musiciens du monde entier à poster leur interprétation de la chanson sur les réseaux sociaux dans le but de lever au moins 100 000 dollars pour aider à la lutte contre la pandémie. Le défi est lancé par Dhani Harrison fin mars à travers une vidéo où il chante lui-même le titre de son père.

## Fiche technique

### Interprètes
- George Harrison : chant
- John Lennon : chœurs
- Paul McCartney : chœurs
- Un orchestre indien composé de shehnai, flûte, sarod, pakhavaj (en), sitar, dholak, tabla et harmonium

### Équipe technique
Bombay
- George Harrison : producteur
- J.P. Sen : ingénieur du son
- S.N. Gupta : ingénieur du son

Londres
- George Martin : producteur
- Geoff Emerick : ingénieur du son
- Jerry Boys (en) : ingénieur du son
- Ken Scott : ingénieur du son
- Richard Lush (en) : ingénieur du son